# 푸 파이터
푸 파이터(foo fighter)는 제2차 세계 대전 당시 연합국 조종사들이 목격한 미확인 비행 물체들이다. 유럽과 태평양 양 전선에서 모두 관찰되었다.

## 같이 보기
- 윌오더위스프